# Paraceras melis
Paraceras melis är en loppart som först beskrevs av Walker 1856.  Paraceras melis ingår i släktet Paraceras och familjen fågelloppor.

## Underarter
Arten delas in i följande underarter:
- P. m. melis
- P. m. flabellum